# Amathusia majada
Amathusia majada är en fjärilsart som beskrevs av Hans Fruhstorfer 1916. Amathusia majada ingår i släktet Amathusia och familjen praktfjärilar. Inga underarter finns listade i Catalogue of Life.